# Upplands runinskrifter 905
Upplands runinskrifter 905 är en runsten som nu står utanför Vänge kyrka i Vänge socken och Uppsala kommun i Uppland.

## Stenen
Stenens ursprungliga plats är okänd. Den har använts som tröskelsten i kyrkan och tidvis varit täckt av en annan stenplatta. Först vid kyrkans renovering 1965 upptäcktes stenen igen och den flyttades till sin nuvarande plats utanför kyrkan.
Runstenen med sina två spegelvända djur togs som mall för Vänge Hembygdsföreningens logotyp. Mellan de stora, kattlika djurens överkroppar är ett korsat kors. På grund av korset har denna sten attribuerats till Likbjörn av Erik Brate. Ett liknande kors finns på U 1074 †, som är signerad av Likbjörn, men attribueringen är mycket osäker eftersom dylika kors saknas på hans övriga ristningar.
Inskriften är kortfattad och saknar information om relationen mellan de omnämnda personerna. Ristaren använde två olika stavningar för ordet "efter": yftiR och ftiR. Namnet av dottern þorker står långt ner på högra sidan av runslingan, texten fortsätter sedan på den undre kanten i vänderunor, innan den kommer fram på den vänstra kanten som är delvis skadad.

## Inskriften

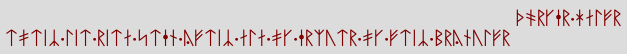
Runslingan på U 905

Runor:
:ᚦᚬᚱᚴᚽᚱ᛫ᚼᛅᛚᚠᚱ ᛏᚯᛏᛁᛦ᛫ᛚᛁᛏ᛫ᚱᛁᛏᛅ᛫ᛋᛏᚽᚾ᛫ᚤᚠᛏᛁᛦ᛫ᛅᛚᛅ᛫ᚯᚴ᛫ᚽᚱᛘᚢᛏᚱ᛫ᚯᚴ᛫ᚠᛏᛁᛦ᛫ᛒᚱᚤᚾᚢᛚᚠᚱ
Translitterering:
* þorker * halfr... (t)o(t)(i)R (l)(i)(t) ri(t)a sten yftiR ala * ok * ermutr ok f(t)iR * brynulfr *
Normalisering:
Þorgerðr, Hallfr[íðar](?)/Hallfr[eðar](?) dóttir, lét rétta stein eptir Ála/Alla ok Ernmund ok eptir Brynjulf.
Översättning till nusvenska:
"Torgärd, Hallfrids dotter, lät uppresa stenen efter Alle och Ärnmund och efter Brynulf."